# Puerta del Salto
Puerta del Salto är en ort i Mexiko.   Den ligger i kommunen Cuitzeo och delstaten Michoacán de Ocampo, i den centrala delen av landet, 220 km väster om huvudstaden Mexico City. Puerta del Salto ligger 1 974 meter över havet och antalet invånare är 147.
Terrängen runt Puerta del Salto är kuperad åt nordväst, men åt sydost är den platt. Runt Puerta del Salto är det tätbefolkat, med 308 invånare per kvadratkilometer. Närmaste större samhälle är Uriangato, 9,8 km norr om Puerta del Salto. I omgivningarna runt Puerta del Salto växer huvudsakligen savannskog.